# The Kindness of Strangers (Spock's Beard)
The Kindness of Strangers is het in 1998 uitgebrachte, derde studioalbum van de Amerikaanse progressive rockband Spock's Beard; later is het geremasterd en bij een ander platenlabel opnieuw uitgebracht.
De nummers In the Mouth of Madness en June zijn bij de liefhebbers nog altijd populair tijdens concerten. Het album werd in recensies van algemene muziekbeoordelaars als bovengemiddeld ontvangen. Binnen dit genre behoort het tot de absolute top.

## Nummers
Alle muziek en teksten zijn geschreven door Neal Morse. 
| 1.                 | The Good Don't Last" - I. "Introduction" - II. "The Good Don't Last" - III. "The Radiant Is                | 10:04 |
| 2.                 | In the Mouth of Madness                                                                                    | 4:46  |
| 3.                 | Cakewalk on Easy Street                                                                                    | 5:01  |
| 4.                 | June | 5:30  |
| 5.                 | Strange World                                                                                              | 4:20  |
| 6.                 | Harm's Way                                                                                                 | 11:06 |
| 7.                 | Flow" (Neal Morse, Tony Ray) - I. "True Believer" - II. "A Constant Flow of Sound" - III. "Into the Source | 15:48 |
| Totale duur: 56:35 | |       |

| 8.                 | The Good Don't Last (radioversie)     | 3:24 |
| 9.                 | In the Mouth of Madness (radioversie) | 3:57 |
| 10.                | Cakewalk on Easy Street (radioversie) | 4:01 |
| 11.                | June (Home demo)                      | 5:31 |
| 12.                | Strange World (Home demo)             | 4:35 |
| Totale duur: 72:21 |                                       |      |

## Bandbezetting
- Neal Morse – leadzanger, piano, alle synthesizers, akoestische gitaar,  elektrische gitaar[4]
- Alan Morse – meeste elektrische gitaar stukken, cello, zang
- Dave Meros – basgitaar, zang
- Nick D'Virgilio – drums, percussie, zang
- Ryo Okumoto – Hammond orgel, mellotron